# Center Parc體育場
Center Parc體育場（前身為喬治亞州立體育場）是位於美國佐治亞州亞特蘭大市的大學橄欖球體育場。截至2017賽季，該體育場是佐治亞州立大學黑豹足球隊的主場，取代了從2010年開始到2016年一直作為主場的喬治亞巨蛋。它也是國家美式橄欖球聯盟的亞特蘭大傳奇的主場。
喬治亞州立體育館最一開始是為1996年夏季奧運會建造的奧林匹克百週年體育場。在1996年夏季殘奧會之後，奧林匹克體育場按設計重新設計為棒球專用的透納球場，從1997年至2016 年一直是美國職業棒球大聯盟的亞特蘭大勇士隊的主場。
勇士隊前往科布縣的Truist球場後，佐治亞州立大學收購了Turner Field及其周圍的停車場，以大規模擴展佐治亞州立校園，其中包括體育場改建，其中包括新的私人和學生住房，學術和零售空間。

## 歷史

### 1996年夏季奧運會
該體育館最初是建有85,000個座位的百年奧林匹克體育館，並曾用於1996年夏季奧運會。包括NBC和其他奧林匹克贊助商在內的私人實體同意支付建造百年奧林匹克體育場的巨額費用（約合2.09億美元的法案中的約1.70億美元）。比賽已經完成，並準備在1996年7月舉行開幕式，在那裡舉行了田徑比賽和閉幕式。

## 交通
Center Parc體育場位於亞特蘭大東南部的Summerhill附近。

## 外部連結
- Official website（页面存档备份，存于）
- Official Georgia State University website for the stadium project（页面存档备份，存于）